# La Colère du volcan
 (juin 2022).
Si vous disposez d'ouvrages ou d'articles de référence ou si vous connaissez des sites web de qualité traitant du thème abordé ici, merci de compléter l'article en donnant les références utiles à sa vérifiabilité et en les liant à la section « Notes et références ».
Pour les articles homonymes, voir Vulkan.
La Colère du volcan (Vulkan) est un téléfilm catastrophe allemand réalisé par Uwe Janson, diffusé en 2009. Il s’agit d’une fiction présentant l'éruption des monts Eifel.
Le diptyque a été diffusé le 18 et le 19 octobre 2009 sur RTL Television en Allemagne, et en France sur des chaînes telles que TF6, TFX, ou TMC, en deux parties : la première est Signes annonciateurs + Éruption et la seconde, Survie + Effets secondaires.

## Synopsis
Quand un volcan endormi entre soudainement en éruption sous le lac de Laach dans les monts Eifel, la panique éclate parmi les 500 000 habitants de la région qui essaient désespérément de fuir pour sauver leur vie.

## Fiche technique
- Titre original : Vulkan (ou Der Vulkan)
- Titre français : La Colère du volcan
- Réalisation : Uwe Janson
- Pays d’origine :  Allemagne
- Langue originale : allemand
- Genre : catastrophe
- Durée : 175 minutes
- Dates de diffusion :
  - Allemagne : 18 et le 19 octobre 2009 sur RTL Television
  - France : 21 juillet 2017 sur TF1 Séries Films, en deux parties : 21h (1/2) et 22h35 (2/2) jusqu'à 0h25 (selon la longueur du film indiquée)

## Distribution
- Matthias Koeberlin (VF : Éric Aubrahn) : Michael Gernau
- Katharina Wackernagel : Andrea Matting
- Yvonne Catterfeld (VF : Barbara Beretta) : Daniela Eisenach
- Heiner Lauterbach : Gerhard Maug
- Sonja Gerhardt (VF : Dorothée Pousséo) : Paula Maug
- Pasquale Aleardi : Phil Friedrichs
- Armin Rohde : Walter Röhricht
- Xaver Hutter (VF : Guillaume Orsat) : Rossi
- Ursula Karven (VF : Marie Zidi) : Renate Maug
- Katja Riemann : Kirsten Friedrichs
- Jenny Elvers-Elbertzhagen (VF : Chantal Baroin) : Yvonne
- Pia Mechler : Nadine Schöngau
- Christian Redl : Ludwig Schöngau
  - Source VF[1]

## Production
Les scènes « citadines » et les extérieurs ont pour la plus grande partie été tournées à Bad Münstereifel en Rhénanie-Palatinat et dans ses environs.

## Accueil
La première diffusion allemande, sur RTL Television, a réuni plus de 5,9 millions de spectateurs.[réf. nécessaire]